# 坂出港
坂出港（さかいでこう）は、香川県坂出市にある重要港湾。港湾管理は坂出市。関税法による開港場、港湾法上の重要港湾、港則法上の特定港に指定されている。また、香川県によって防災機能強化港に指定されている。 

## 概要
坂出港は、備讃瀬戸香川県のほぼ中央に位置し、江戸時代より塩の積出港として栄えた。昭和初期には岸壁も整備されて近代的な商港として繁栄し、1948年（昭和23年）1月1日に関税法による開港場に指定、1951年（昭和26年）9月22日に重要港湾に指定、港則法上の特定港にも指定されている。
その後、番の州埋め立てに伴う大規模臨海工場の誘致、塩田跡地を活用した港湾開発などにより、香川県の工業と坂出市の発展に大きく貢献し、現在、四国北東部における流通拠点として重要な役割を果たしている。

## 施設状況

### 港湾区域
沙弥島北端から小瀬居島南端及び大屋冨町字鼻甲3095 番地の2 を順次結んだ線並びに陸岸により囲まれた海面、綾川河口の江尻町字本条1番地の1の東南端角及び林田町字与北4233番地の丙の西南端角を結ぶ線、青海川松山橋及び大屋冨川新興橋、満の尻運河満の尻橋下流の河川水面。ただし、漁港漁場整備法により指定された御供所漁港、東浦漁港及び西浦漁港の区域を除く。
港湾区域面積　1631ha
- 1953年(昭和28年)港湾区域が決まる。
- 1968年(昭和43年)港湾区域を変更し、番の州地先海面が含まれる。
- 1969年(昭和44年)港湾区域を変更し、松ヶ浦港が含まれる。

### 主な公共岸壁
- 中央埠頭1号岸壁(-10m)　1バース
- 中央埠頭2号岸壁(-8m)　1バース
- 中央埠頭3号岸壁(-6m)　1バース
- 中央埠頭4号岸壁(-4.5m)　1バース
- 西岸壁(-7m)バース　2バース
- 東運河岸壁(-4.5m)
- 林田A号岸壁(-12m)　1バース　定期RORO船が就航(東京港まで(上りのみ))[2]、クルーズ客船入港岸壁[3]。
- 林田B号岸壁(-7.5m)　2バース
- 林田C号岸壁(-5.5m)　3バース
- 林田D号岸壁(-4.5m)　2バース
- 松ヶ浦岸壁(-5m) 3バース

## 港勢

### 入港船舶（2006年実績）
- 総計：15246隻、2036万総トン
  - 内航商船：14713隻、799万総トン
  - 外航商船：533隻、1,237万総トン

### 取扱貨物量（2006年実績）
- 総計：25,235,008トン
  - 外貿計：13,127,060トン
    - 輸出：1,661,776トン(45.4%)
    - 輸入：11,465,284トン(6.6%)

  - 内貿計：12,107,948トン
    - 移出：8,492,706トン(33.7%)
    - 移入：3,615,242トン(14.3%)

## 歴史

### 要約
坂出港は、文政7年1824年～文政12年1829年に行われた塩田の築造によって精製された塩の積み出し、石炭の荷揚げ等のために、天保2年(1831年)帆船錨地として、船だまり（現在の沖湛甫）を築造したことから始まる。
明治時代に入り塩田の築造、製塩が盛んになり塩の輸送が増大するとともに、讃岐平野で栽培された麦を加工した製麦・麦粉等の移出も盛んとなり、昭和2年から7年にかけて、西岸壁、東埋立地、西埋立地が築造された。これにより商圏も朝鮮半島、台湾、北海道、樺太までに達した。
昭和12年1937年から中央突堤の建設が開始されたが、第二次世界大戦のため中断し、昭和38年1963年2月に完成した。
昭和21年1946年12月の南海地震により、当時の主岸壁であった西岸壁が崩壊し、港湾の機能は停止状態になったが、約3箇年で復旧させた。
昭和40年1965年から昭和47年1972年にかけて、番の州(坂出港沖合いに広がっていた浅瀬)に番の州臨海工業団地が造成され、川崎重工業、三菱化成(現三菱化学)、四国電力、アジア共石(現コスモ石油)、吉田工業(現YKK AP)、ライオンオレオケミカル等が立地し、香川県における工業の中核となっている。
坂出市沿岸部に広がっていた塩田は、製塩技術の近代化(工業化)により昭和46年末には全面的に廃止された。塩田跡地の埋立等により、林田、阿河浜、松ヶ浦等に岸壁、工業用地が整備され、物流の拠点となっている。

### 年表
- 1831年(天保2年）　 帆船錨地として沖湛甫築造
- 1912年(大正元年)　築港期成同盟会生まれる
- 1916年(大正5年)　5ヶ年計画を以って内港運河の浚渫工事施工
- 1928年(昭和3年)　西運河、東西埋立地等第1期改修工事に着手、昭和8年まで実施
- 1937年(昭和12年)　中央突堤の築造を県営工事として、第2期改修工事に着手（第2次世界大戦のため中断し、昭和38年2月完成）
- 1945年(昭和20年)10月　坂出港振興協会発会式
- 1946年(昭和21年)12月　南海大震災により西岸壁が被害を受ける
- 1947年(昭和22年)3月　震災復旧工事、臨港鉄道敷設工事に着手
- 1948年(昭和23年)1月　関税法による開港となる
- 1948年(昭和23年)7月　港則法による港域を指定
- 1949年(昭和24年)11月　輸入食糧第1船（石狩川丸）入港
- 1949年(昭和24年)12月　臨港鉄道中央岸壁線開通
- 1951年(昭和26年)6月　港湾運送事業法により指定港となる
- 1951年(昭和26年)9月　港則法施行令により重要港湾となる
- 1952年(昭和27年)7月　出入国管理令（現：出入国管理及び難民認定法）により出入国港となる
- 1953年(昭和28年)7月　港湾区域が決まり坂出市が港湾管理者となる
- 1954年(昭和29年)12月　植物防疫法により穀類、木材の輸入港に指定
- 1958年(昭和33年)7月　検疫法により検疫区域を指定
- 1960年(昭和35年)11月　港湾審議会第11回計画部会（港湾計画策定）
- 1962年(昭和37年)1月　江尻地区臨港道路新設工事着手（昭和38年3月完成）
- 1962年(昭和37年)1月　金山新塩田埋立工事着手（昭和38年10月完成）
- 1964年(昭和39年)11月　港湾審議会第24回計画部会（港湾計画改訂）
- 1965年(昭和40年)3月　臨港地区を指定
- 1965年(昭和40年)4月　県営番の州地区第1期公有水面埋立工事に着手（昭和48年6月完成、4,589,219m2）
- 1968年(昭和43年)12月　港湾区域を変更し番の州地先海面が含まれる
- 1969年(昭和44年)1月　県営番の州地区第2期公有水面埋立工事着手（昭和47年12月完成、1,439,989m2）
- 1969年(昭和44年)3月　林田地区改修事業に着手
- 1969年(昭和44年)11月　港湾区域を変更し松ヶ浦港が含まれる
- 1970年(昭和45年)3月　西浜地区公有水面埋立工事着手（昭和47年8月完成、59,452m2）
- 1970年(昭和45年)5月　臨港地区の指定を変更し、番の州地区等を追加
- 1971年(昭和46年)4月　港湾合同庁舎完成
- 1972年(昭和47年)10月　県営番の州瀬居南公有水面埋立工事着手（昭和50年10月完成、161,558m2）
- 1976年(昭和51年 )11月　林田、阿河浜地区公有水面埋立工事着手（林田地区　昭和56年11月完成、209,873m2）（阿河浜地区　昭和58年3月完成、80,162m2）
- 1978年(昭和53年)10月　瀬戸大橋が着工された（昭和63年4月完成)
- 1980年(昭和55年)3月　港湾審議会第89回計画部会（港湾計画改訂)
- 1980年(昭和55年)9月　坂出清港会設立
- 1982年(昭和57年)4月　林田地区-12m岸壁が完成
- 1983年(昭和58年)3月　沿岸環境監視船「おおはし」建造
- 1984年(昭和59年)6月　港湾環境整備事業により、みなと林田緑地が完成
- 1985年(昭和60年)7月　西運河船客待合所が完成
- 1986年(昭和61年)10月　臨港線が廃止される
- 1986年(昭和61年)12月　港湾審議会第117回計画部会（港湾計画改訂）
- 1986年(昭和61年)12月　松ヶ浦地区公有水面埋立工事着手（平成3年12月完成、32,157m2）
- 1987年(昭和62年)4月　松ヶ浦地区-5m岸壁工事着手（平成4年3月完成）
- 1989年(平成元年)6月　阿河浜地区-7m岸壁工事着手（平成3年3月完成)
- 1992年(平成4年)4月　総社地区小型船だまり工事着手（平成6年3月完成）
- 1997年(平成9年)11月　港湾審議会第164回計画部会（港湾計画改訂）
- 1998年(平成10年)1月　坂出港開港50周年
- 1998年(平成10年)12月　坂出市港務所改築完成
- 2000年(平成12年)5月　臨港道路　林田・阿河浜線供用開始
- 2004年(平成16年)8月　港湾保安対策開始
- 2006年(平成18年)1月　港湾EDIシステム開始
- 2006年(平成18年)11月　沿岸環境監視船「しらみね」建造
- 2007年(平成19年)3月　輸入食糧船(本船)1500隻入港
- 2010年(平成22年)8月　臨港地区を変更
- 2021年(令和3年)8月　定期RORO船が就航(東京港まで(上りのみ))[2]